# ドリフのドパンチ!学園
『ドリフのドパンチ!学園』（ドリフのドパンチがくえん）は、1970年5月1日から同年10月23日まで日本テレビ系列局で放送されていた日本テレビ製作のバラエティ番組である。津村順天堂（現・ツムラおよびバスクリン）の一社提供。全26回。放送時間は毎週金曜 19:30 - 20:00 （日本標準時）。

## 概要
ザ・ドリフターズが出演していた学園物の公開コント番組で、後にドリフがTBSの『8時だョ!全員集合』で行う「学校コント」（別名：ドリフの国語算数理科社会）の元となった。ステージに学校風のセットを設け、いかりや長介を除くドリフのメンバーが出来の悪い生徒役で出演するのは『8時だョ!全員集合』のコントと同じだが、いかりやが教頭役、週替わりのゲストが校長役、そして観客の中から選ばれた20人がドリフとともに生徒役を務めるという点が異なっていた。
提供読みは毎回加藤茶が担当しており、「ヒヒヒヒヒ、加トちゃんでございますよ。この番組は津村順天堂の提供でお送りいたしますよ。ヒヒヒヒヒ」というものだった。番組出演者による提供読みは後に多くの番組で行われるようになったが、1970年当時は珍しかった。

## 出演者
- いかりや長介（ザ・ドリフターズ）
- 加藤茶（ザ・ドリフターズ）
- 仲本工事（ザ・ドリフターズ）
- 高木ブー（ザ・ドリフターズ）
- 荒井注（ザ・ドリフターズ）
- ゴールデン・ハーフ[1]

## 放送リスト
| 回 | 放送日 （1970年） | サブタイトル                                   |
| -- | ----------------- | ---------------------------------------------- |
| 1  | 5月1日            | 長さん、かくし子!? を告白                      |
| 2  | 5月8日            | やったぜ歴史学                                 |
| 3  | 5月15日           | 1・2・3・4 家庭科だよどうする!?                |
| 4  | 5月22日           | 生理衛生学だまいった！                         |
| 5  | 5月29日           | 自然科学だヒャー!!                             |
| 6  | 6月5日            | 建築学だナーリャ!!                             |
| 7  | 6月12日           | 修身復活アラアラアラー！                       |
| 8  | 6月19日           | 強化合宿だってよ ナニ？                        |
| 9  | 6月26日           | ビキニだ、海だ、水泳訓練だナーリャ!!           |
| 10 | 7月3日            | 父母会だよ！イーヒッヒ…                        |
| 11 | 7月10日           | ドパンチ・プロレス選手権、エッ！               |
| 12 | 7月17日           | お笑い科なんてある!?                           |
| 13 | 7月24日           | 夏休みだ!! 全員休めず！ダーッ                  |
| 14 | 7月31日           | 波止場だよ加藤ちゃん！ナニ!?                   |
| 15 | 8月7日            | どろぼうのアルバイト、エエッ!?                 |
| 16 | 8月14日           | いやじゃありませんか登校日ダーッ!!             |
| 17 | 8月21日           | 姫といっしょにアルバイト！ナニ？               |
| 18 | 8月28日           | 柔道!? こわいんだワー                          |
| 19 | 9月4日            | 始業式だってあーあ！                           |
| 20 | 9月11日           | 体育だよやってみまーす!!                       |
| 21 | 9月18日           | 奥村チヨのお茶の勉強!! ナニ？                  |
| 22 | 9月25日           | 伊東きよ子の太平洋五人ぼっち、こわいんだワー！ |
| 23 | 10月2日           | 遠足だってよ！うれしんだワ！                   |
| 24 | 10月9日           | 幼稚園からやりなおしナニ！                     |
| 25 | 10月16日          | 美術の秋、うまそうなんだワー、ナニ？           |
| 26 | 10月23日          | 休講だ！エエッ？                               |

参考：『朝日新聞縮刷版』朝日新聞社、1970年5月1日 - 同年10月23日付のラジオ・テレビ欄。

## 放送局
特記の無い限り全て放送時間は金曜 19:30 - 20:00、同時ネット
- 日本テレビ（制作局）
- 札幌テレビ[2]
- 青森放送[3]
- 秋田放送[3]
- 山形放送[4]
- テレビ岩手[5]
- 仙台放送：木曜 18:00 - 18:30[6]
- 福島テレビ[6]
- 新潟総合テレビ：水曜 19:00 - 19:30[7]
- 北日本放送[8]
- 北陸放送[8]
- 福井放送[8]
- 信越放送[9]
- 山梨放送[10]
- 静岡放送[11]
- 名古屋テレビ[12]
- 読売テレビ[13]
- 日本海テレビ（当時は鳥取県のみの県域局）[14]
- 山陰放送：水曜 18:00 - 18:30（当時は島根県のみの県域局）[14]
- 西日本放送[15]
- 広島テレビ：月曜 19:00 - 19:30[15]
- 山口放送[16]
- 四国放送[17]
- 南海放送[16]
- 高知放送[16]
- 福岡放送[18]
- 長崎放送[18]
- 熊本放送[18]
- 大分放送[16]
- 宮崎放送[19]
- 南日本放送[19]
- 沖縄テレビ[20]